# 6856 Bethemmons
6856 Bethemmons eller 1989 EM är en asteroid i huvudbältet som upptäcktes 5 mars 1989 av den amerikanske astronomen Eleanor F. Helin vid Palomar-observatoriet. Den är uppkallad efter Elizabeth Emmons.
Asteroiden har en diameter på ungefär 4 kilometer och den tillhör asteroidgruppen Nysa.